# Maceda mansueta
Maceda mansueta är en fjärilsart som beskrevs av Walker 1857. Maceda mansueta ingår i släktet Maceda och familjen trågspinnare. Inga underarter finns listade i Catalogue of Life.